# スモールフォワード
スモールフォワード（Small Forward; SF）は、バスケットボールのポジションの呼び名。ポジション名を番号では「3番」と呼ぶ。

## 概説
高い技術力でチームを引っ張るオールラウンドプレーヤー。コート内では得点を取ることを主な役割とし、内外問わず得点出来る能力、リバウンド争いにも参加できるオールラウンドな能力が要求される。様々な状況に対応でき、融通が利くポジションとも考えられる。また、カットインを多用する選手やポストプレーを多用する選手、スリーポイントシュートを多投する選手など、個性豊かな選手も数多く存在している。得点能力の高い選手が揃えられることから、それを守備するディフェンス面においても非常に重要とされる。中には守備に徹するような、いわばエースストッパーのような選手も多い。バスケットボールをプレイする上で必要な全ての要素が高水準で要求されるポジションである